# 庞时雍
龐時雍（?—?），字景和，號堯封，山東兖州府汶上县人，明朝政治人物。

## 生平
萬曆十六年（1588年），龐時雍中式戊子科山東鄉試舉人，萬曆二十年（1592年）壬辰科进士，户部觀政，授官丹徒知县，二十六年升户部主事，丁憂歸。萬曆三十年起補兵部主事，三十一年主考廣東鄉試。萬曆三十三年七月，庞时雍攻擊首輔沈一貫“欺罔者十，误国者十。”神宗大怒，庞时雍被革职为民，未再起用。
庞时雍曾为今镇江市区的古泮泉、紫金泉题字并勒石泉旁，青云门鼓楼岗上的汉荆王刘贾墓墓碑题字亦出于其手。

## 家族
祖父龐柰。父龐錫。